# Flagge Jordaniens

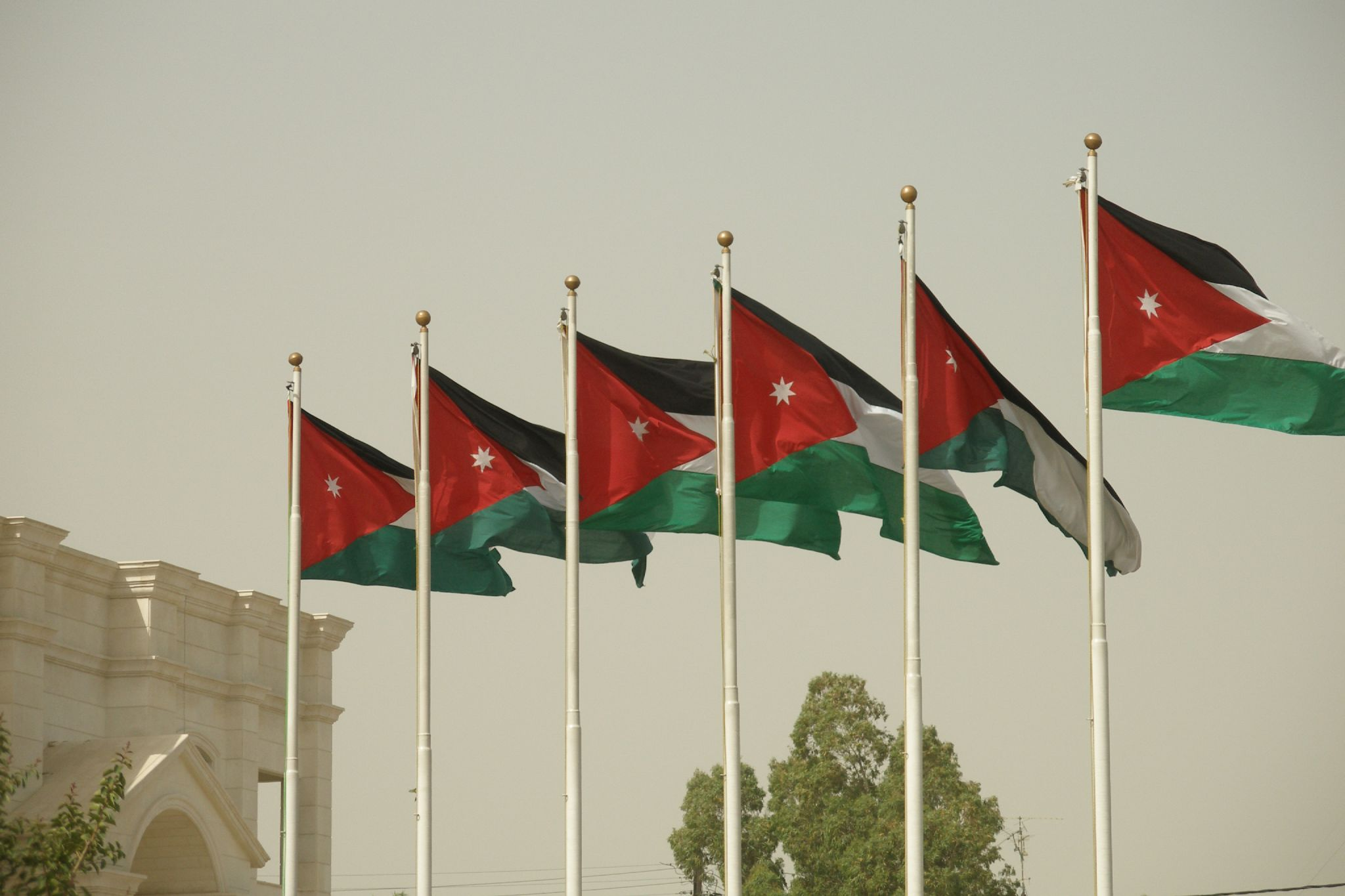
Jordanische Flaggen

Die Flagge Jordaniens wurde am 16. April 1928 offiziell eingeführt.

## Bedeutung
Die Nationalflagge besteht aus den Panarabischen Farben, aus drei gleich großen, horizontalen Streifen: oben schwarz, in der Mitte weiß und unten grün. Darüber liegt am linken Rand ein rotes Dreieck. Darin ein weißer, siebenzackiger Stern.
Die horizontalen Farben stehen für die Kalifate der Abbasiden (schwarz), Umayyaden (weiß) und Fatimiden (grün). Das rote Dreieck für die Haschimitische Dynastie und den arabischen Widerstand.
Der siebenzackige Stern hat eine doppelte Bedeutung: zum einen steht er für die sieben Verse der ersten Sure des Korans, zum anderen für die Einheit der arabischen Stämme. Eine weitere Erklärung sieht in ihm die sieben Hügel, auf denen die Landeshauptstadt Amman ursprünglich stand.

## Geschichte

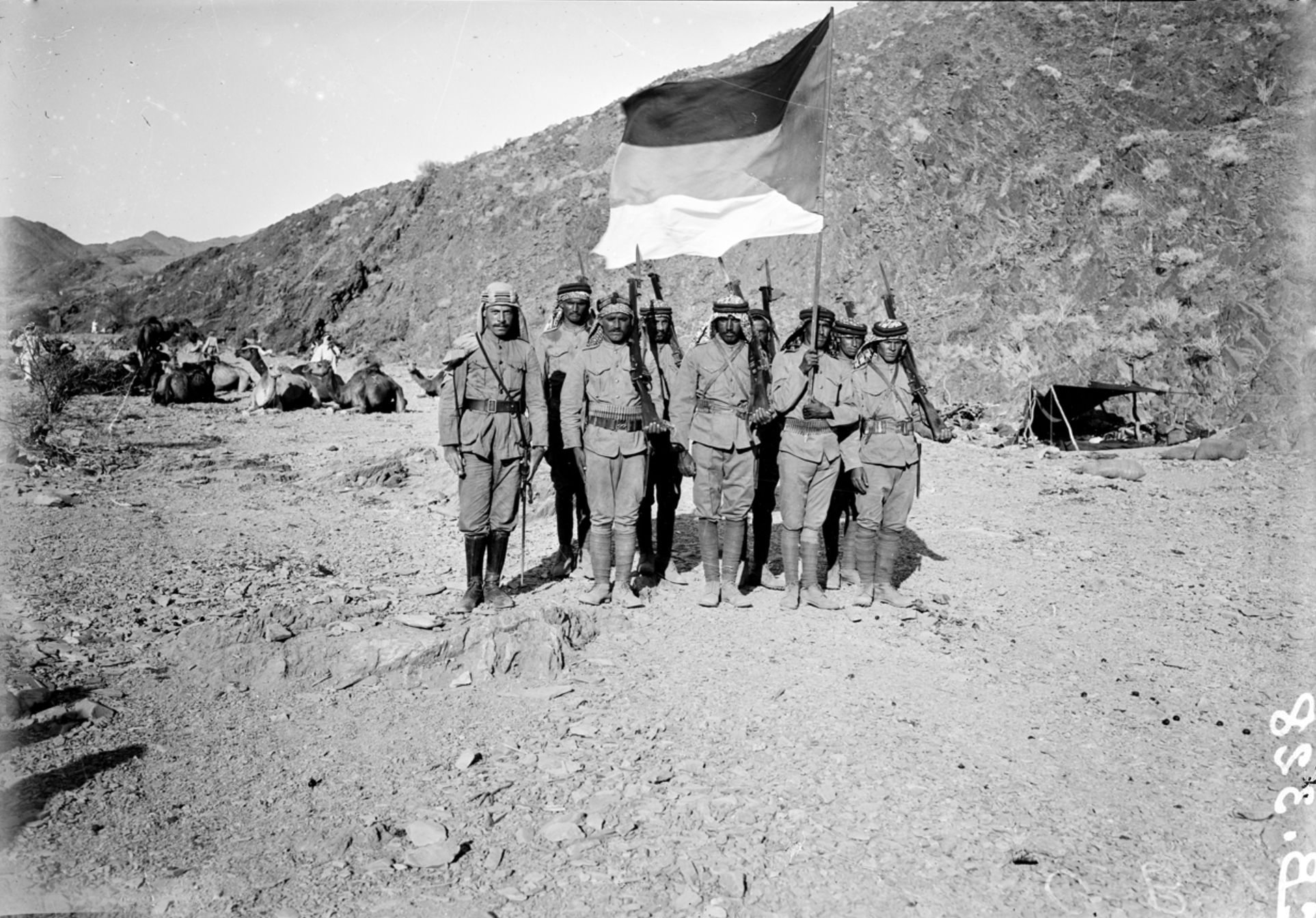
Soldaten mit der Flagge des arabischen Widerstands

Die Flagge Jordaniens basiert auf der Flagge des arabischen Widerstands gegen das Osmanische Reich während des Ersten Weltkrieges. Diese war von 1916 bis etwa 1920 die Flagge des Königreichs Hedschas und 1948 außerdem die Flagge Palästinas. Zwischen 1921 und 1928 wurde eine Flagge ohne Stern verwendet, welche von etwa 1920 bis 1926 auch die des Königreichs Hedschas und 1958 die der Arabischen Föderation war. Heute ist sie noch die Flagge der Baath-Partei sowie seit 1948 auch die Flagge Palästinas.

Flagge des arabischen Widerstands Seitenverhältnis 1:2
Flagge Transjordaniens (1921–1928), außerdem Flagge des Königreichs Hedschas (ca. 1920–1926) und der Arabischen Föderation (1958); heute Flagge Palästinas (seit 1948), der Baath-Partei

## Weitere Flaggen Jordaniens

Flagge der Stadt Amman
Kriegsflagge Jordaniens zur See
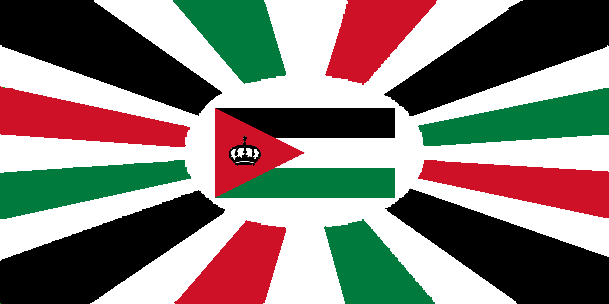
Königliche Flagge